# Вариометър
 Тази статия е за авиационния уред.  За радиотехническия вариометър вижте Вариометър (радиотехника).  
Вариомѐтър (на латински: vario – променям, изменям + на старогръцки: μέτρον – измервам) в авиацията е полетно-навигационен уред, който измерва и показва скоростта на изменението височината на полета на летателния апарат.

## Конструкция
Механичният (мембранен) вариометър представлява плътна кутия, свързана с атмосферата чрез тясна капилярна тръбичка. При промяна на височината на самолета настъпва, поради съпротивлението в капиляра, разлика между наляганията в кутията и атмосферата. Тази разлика се измерва с чувствителен диференциален манометър и чрез нея се определя вертикалната скорост на летателния апарат.
За да се получи по-чувствително отклонение на стрелката, се използват термоси с твърда повърхност – може и стъклени термоси, които не се деформират от механични сили и натиск. Термосите са с много малък отвор и служат като буфер. При изкачване на самолета в термоса остава по-високо налягане спрямо статичното и тази разлика се използва за измерване на вертикалната скорост на самолета. След като няма вертикална скорост, налягането в термоса се изравнява постепенно със статичното налягане и стрелката отива в нулево положение, и обратно – в минус при загуба на височина.
В съвременните вариометри налягането на въздуха се измерва с помощта на датчик за налягане (електронен висотомер), а сигналът се диференцира или по аналогов, или по цифров начин.